# RESPECT the POWER OF LOVE
「RESPECT the POWER OF LOVE」（リスペクト・ザ・パワー・オブ・ラブ）は、日本の元女性歌手、安室奈美恵の単独名義では13枚目のシングル。1999年3月17日にavex traxから発売された。小室哲哉プロデュースによる楽曲である。

## 解説
- 産休後の復帰第1弾シングルだった「I HAVE NEVER SEEN」から3ヶ月ぶりの復帰第2弾シングル。
- ジャケットもPV撮影現場で撮られたもの。
- 本人出演のコーセー「VISEE」CMソング。CMで使用された音源は、CDと多少アレンジが異なる。
- この曲が発売された当日に安室奈美恵実母殺害事件が起こった。発売日は自身が出演するアサヒ飲料「nice One」のCM記者発表イベントが予定されていたが、急遽キャンセルになるなど、この事件の影響で一時プロモーション活動が一切ストップされた。事件12日後の3月29日に「HEY!HEY!HEY!」に出演した際には「ご心配をおかけしました」と第一声コメントを残した。2000年の1月、自分の公式ホームページで「このとき、引退を真剣に考えていました。しかしファンのみなさんの温かい言葉で励まされ、やっと立ち直ることができました」とコメントしている。また、後に「あの当時、歌う曲が『RESPECT the POWER OF LOVE』で本当によかった。歌ってて自分も元気になれた。もし他の曲なら泣いて歌えなかったかも…」とも語った。
- 「第50回NHK紅白歌合戦」に出場し（5年連続）、黒人のゴスペル合唱団と一緒にデニム生地で作成されたドレスを着て同曲を披露した。

## 収録曲
| 全作詞・作曲・編曲: 小室哲哉。 |                                                  |          |            |      |
| #                              | タイトル                                         | 作詞     | 作曲・編曲 | 時間 |
| 1.                             | 「RESPECT the POWER OF LOVE (Straight Run)」     | 小室哲哉 | 小室哲哉   | 4:19 |
| 2.                             | 「RESPECT the POWER OF LOVE (NYC Uptown remix)」 | 小室哲哉 | 小室哲哉   | 4:00 |
| 3.                             | 「RESPECT the POWER OF LOVE (Instrumental)」     | 小室哲哉 | 小室哲哉   | 4:17 |
| 合計時間:                      | 合計時間:                                        | 12:36    |            |      |

クレジット
- Produced : 小室哲哉
- Mixed : Eddie Delena
- Additional production (#1, 3) : Robert Arttibier & Gary Adante (Noisy Neighbors Productions)
- Remix (#2) : Roland Clark (Fantaskstick IV Productions)

## 収録作品
CD
- オリジナル『GENIUS 2000』
  - 表記されていないが、アルバム・ヴァージョンで収録（フェード・アウトせず、最後まで流れる終わり方となる）。
- ベスト『LOVE ENHANCED ♥ single collection』(new mix)
  - アレンジを変更して収録
- ライヴ『namie amuro 5 Major Domes Tour 2012 〜20th Anniversary Best〜』（レンタル限定・豪華盤）
- ベスト『Finally』（Disc-1）
  - 楽曲を再録・ニューレコーディングで収録。

映像作品
- PV集『filmography』（VHS・DVD）
  - 『181920 films + filmography』（DVD）についても同様である。
- PV集『BEST CLIPS』（DVD）
- ライヴ『NAMIE AMURO TOUR “GENIUS 2000”』（VHS・DVD）
- ライヴ『namie amuro tour 2001 break the rules』（DVD・ファンクラブ限定盤）
- ライヴ『namie amuro SO CRAZY tour featuring BEST singles 2003-2004』（DVD）
- ライヴ『namie amuro 5 Major Domes Tour 2012 〜20th Anniversary Best〜』（DVD・Blu-ray）